# 16230 Benson
A 16230 Benson (ideiglenes jelöléssel 2000 EA95) a Naprendszer kisbolygóövében található aszteroida. A LINEAR projekt keretében fedezték fel 2000. március 9-én.